# ウィリアム・フォックス (古生物学者)
ウィリアム・フォックス（1813年8月9日 - 1881年）は、イングランドの牧師兼古生物学者。ワイト島で研究し、いくつもの重要な恐竜化石を発見した。
ウィリアム・フォックスはカンバーランドで生まれ、1862年にワイト島へ移住してブリクストン（現ブリグストン）の聖マリー・ザ・バージン・パリシュ教会で副牧師のポストに就いた。彼は1867年に辞任したがその地域で暮らし続け、収集を続けた。1875年に彼はショーウェルの近くのキングストン周辺の副牧師となった。
正式な科学的な教練は受けなかったものの、フォックスは非常に鋭い人間で、ジョン・ハルク（1830年 - 1895年）やリチャード・オーウェンといった当時の著名な古生物学者と自身の発見について議論した。ブリグストンの自宅であるミートル・コテージから容易にブリグストン湾に行けたため、教会の仕事に支障が出るほど化石収集に多くの時間を費やした。事実、当時は牧師の妻から「いつも骨が第一で教会が二の次」と言われていた。また、彼はオーウェンへの手紙に「生活するための金は残っていますが、私はこの場を離れられません。昔のドラゴンを狩ることに深い関心があるので。」("I cannot leave this place while I have any money left to live on, I take such deep [sic] in hunting for old dragons.")と書いたと引用されている。
1882年のフォックスのコレクションは500標本を超え、彼の死後ロンドン自然史博物館が入手した。
フォックスは複数の化石動物の発見者として名前が掲載されており、その多くはオーウェンによる記載論文である。また、彼への献名として命名された化石動物も多い。彼によって発見された化石にはポラカントゥス・フォクシー、ヒプシロフォドン・フォクシー、イグアノドン・フォクシー、カラモサウルス・フォクシー（以前はカラモスポンディルス(Calamospondylus)、アリストスクスなどがある。